# Lucien Moreno
Pour les articles homonymes, voir Moreno.
Moreno Winterstein dit Moreno est un guitariste de jazz manouche. Il est l'âme et le leader du groupe Moreno et Marina.

## Biographie
Moreno est né 1963 en Moselle dans une famille tzigane. Sa jeunesse se passe en voyage entre l'Alsace et les Saintes-Maries-de-la-Mer. Il écoute de la musique dans les camps tziganes. Son repère sera Tchavolo Schmitt. Sa famille se sédentarise, mais il continue le voyage. Le jeune Moreno joue dans les bars de Toulon, il y rencontre Paul "Tchan Tchou" Vidal, guitariste gitan bien connu dans la région, qui lui enseigne l'essentiel de la musique. Aux Saintes-Maries-de-la-Mer, il y rencontre Manitas de Plata qui lui conseille de "monter" à Paris. Il s'y fixera dans les années 1990. Il rencontrera la chanteuse tsigane Marina (née en Crimée), qui deviendra sa femme et sa muse.

## Discographie
- Yochka (1995)
- Moreno Boléro (1996)
- Romano Baschepen (avec Angelo Debarre) (1998)
- Electric! (1998)
- Moreno featuring Angelo Debarre (1999)
- Le fils du vent (2003)
- Jazz Tsigane (2005)
- Django's club (2007)
- Moreno Orkestra et Samson Schmitt présentent Liouba (2011)